# Xavier Escudé i Torrente
Xavier Escudé i Torrente   (Terrassa, 17 de maig de 1966) és un jugador d'hoquei sobre herba català, ja retirat, guanyador d'una medalla olímpica. És germà dels també jugadors Ignasi i Jaume Escudé.
Amb 22 anys va participar en els Jocs Olímpics d'Estiu de 1988 celebrats a Seül (Corea del Sud), on va finalitzar novè en la competició masculina d'hoquei sobre herba. En els Jocs Olímpics d'Estiu de 1992 celebrats a Barcelona (Catalunya) aconseguí guanyar un diploma olímpic en finalitzar cinquè, aconseguint guanyar posteriorment una medalla de plata en els Jocs Olímpics d'Estiu de 1996 realitzats a Atlanta (Estats Units), la seva última participació olímpica.
A nivell de clubs jugà sempre a l'Atlètic Terrassa Hockey Club, amb qui va guanyar deu Campionats de Catalunya (1985-1991, 1993, 1996, 1997), onze Copes del Rei (1984-1988, 1990-1992, 1994-1995, 1997), onze Llligues(1984-1991, 1994-1995, 1997) i una Copa d’Europa (1985).